# ワン・モア・タイム (映画)
『ワン・モア・タイム』（原題：Chances Are）は、1989年のアメリカ合衆国のロマンティック・コメディ映画。

## ストーリー
23年前、不慮の事故により、結婚記念日当日に最愛の夫を亡くした未亡人コリンヌ。彼女は今も亡き夫を愛し続けており、彼との間に授かった娘ミランダと、夫婦の親友だったフィリップとの毎日を幸せに過ごしていた。そんなある日、ミランダがボーイフレンドのアレックスを連れてくる。彼を快く歓迎するコリンヌだったが、彼女を見るなりアレックスの様子はおかしくなり、なんと彼女に猛アプローチをしかけてくる。実はアレックスは死んだ夫の生まれ変わりであり、再びコリンヌに出会ったことで前世の記憶が蘇ってしまったのだ。この奇妙な出来事に最初は戸惑うコリンヌだったが、次第に彼女はアレックスに惹かれていってしまう。

## キャスト
| 役名                   | 俳優                                 | 日本語吹替                 | 日本語吹替 |
| 役名                   | 俳優                                 | ソフト版                   | 機内上映版 |
| ---------------------- | ------------------------------------ | -------------------------- | ---------- |
| コリンヌ・ジェフリーズ | シビル・シェパード                   | 藤田淑子                   | 沢田敏子   |
| アレックス・フィンチ   | ロバート・ダウニー・Jr               | 島田敏                     | 鈴置洋孝   |
| フィリップ・トレイン   | ライアン・オニール                   | 小川真司                   | 富山敬     |
| ミランダ・ジェフリーズ | メアリー・スチュアート・マスターソン | 岡本麻弥                   | 岡本麻弥   |
| ルイ・ジェフリーズ     | クリストファー・マクドナルド         | 富山敬                     | 納谷六朗   |
| フェンウィック判事     | ジョセフ・ソマー                     | 宮内幸平                   | 石井敏郎   |
| オマー                 | ジョー・グリファシ                   | 龍田直樹                   | 広瀬正志   |
| ベン・ブラッドリー     | ヘンダーソン・フォーサイス           | 藤本譲                     | 村松康雄   |
| メイビス・タルマッジ   | フラン・ライアン                     | 竹口安芸子                 |            |
| ベイリー医師           | ジェームズ・ノーブル                 | 有本欽隆                   |            |
| リチャード             | マーク・マクルーア                   | 田中亮一                   |            |
| サリー                 | ミミ・ケネディ                       | 滝沢久美子                 | 一城みゆ希 |
| ハンディ               | キャスリーン・フリーマン             | 鈴木れい子                 |            |
| アーチー               | デニス・パトリック                   | 沢木郁也                   | 大木民夫   |
| ゼラバック             | マーティン・ガーナー                 | 沢木郁也                   |            |
| エイド                 | チャニング・チェイス                 | 上村典子                   |            |
| その他                 | N/A                                  | 北川智繪 小林通孝 浅野典子 |            |

- 機内上映版：1989年制作。JALにて公開。

## スタッフ
- 監督：エミール・アルドリーノ
- 製作：マイク・ロベル
- 製作総指揮：アンドリュー・バーグマン、ニール・A・マクリス
- 脚本：ペリー・ハウズ、ランディ・ハウズ
- 撮影：ウィリアム・A・フレイカー
- 作詞：ディーン・ピッチフォード
- 作曲：トム・スノウ
- 音楽：モーリス・ジャール

日本語版
| -              | ソフト版          | 機内上映版      |
| -------------- | ----------------- | --------------- |
| 演出           | 本田保則          | 伊達康将        |
| 翻訳           | 風見健            | 井場洋子        |
| 翻訳チェック   | 唐木宏子 市川恵理 | N/A             |
| 調整           | 佐藤千明          | N/A             |
| 効果           | N/A               | リレーション    |
| 録音           | アバコスタジオ    | 東北新社        |
| 担当           | N/A               | 山田徹 飯塚康一 |
| プロデューサー | 小野哲男          | N/A             |
| 配給           | 中島順二 AIC      | N/A             |
| 著作           | N/A               | 東北新社        |
| 制作           | 音響映像システム  | 電通            |